# Sticherus milnei
Sticherus milnei är en ormbunkeart som först beskrevs av Bak., och fick sitt nu gällande namn av Ren-Chang Ching. Sticherus milnei ingår i släktet Sticherus och familjen Gleicheniaceae. Inga underarter finns listade.